# Kari Laitinen
Kari Juhani Laitinen, född 6 februari 1952 i Siilinjärvi, är en finländsk grafiker. 
Laitinen studerade 1974–1976 vid konstskolan i Limingo och 1976–1980 vid Finlands konstakademis skola samt ställde ut första gången 1979. Han har främst ägnat sig åt träsnitt och akvarellträsnitt, en teknik som han lärt sig av japanen Keizo Sato och som han bland annat beskrivit i boken Puupiirroksen taito, som publicerades 1999 i samarbete med Tuula Moilanen och Antti Tanttu. 
Laitinen har inom grafiken prövat olika tekniker, och hans abstrakta stil har karakteriserats som en "lyrisk konkretism". Han har även ställt ut målningar och installationer i vilka han på ett lekfullt sätt kombinerat olika material. Han har medverkat i utställningen Fyra diktare, fyra grafiker 1985 och talrika utställningar i hemlandet och utomlands. Han har sedan 1985 undervisat vid Konstindustriella högskolan och varit ordförande för Finlands konstgrafiker 1990–1991 samt innehaft andra förtroendeuppdrag bland annat inom Konstnärsgillet i Finland.